# Črna na Koroškem
Črna na Koroškem (en allemand : Schwarzenbach) est une commune située dans la région historique de la Carinthie en Slovénie.

## Géographie
La commune est située dans la région traditionnelle de Carinthie au nord de la Slovénie, à proximité de la frontière autrichienne. Elle s'étend dans la vallée de la Meža, au pied du massif de la Peca (Petzen) dans les Karavanke. Le lieu principal de Črna se trouve à 22 km au nord-ouest de Velenje et à 14 km au sud de la ville autrichienne de Bleiburg.

### Villages
Les villages qui composent la commune sont Bistra, Črna na Koroškem, Javorje, Jazbina, Koprivna, Ludranski Vrh, Podpeca, Topla et Žerjav.

## Histoire

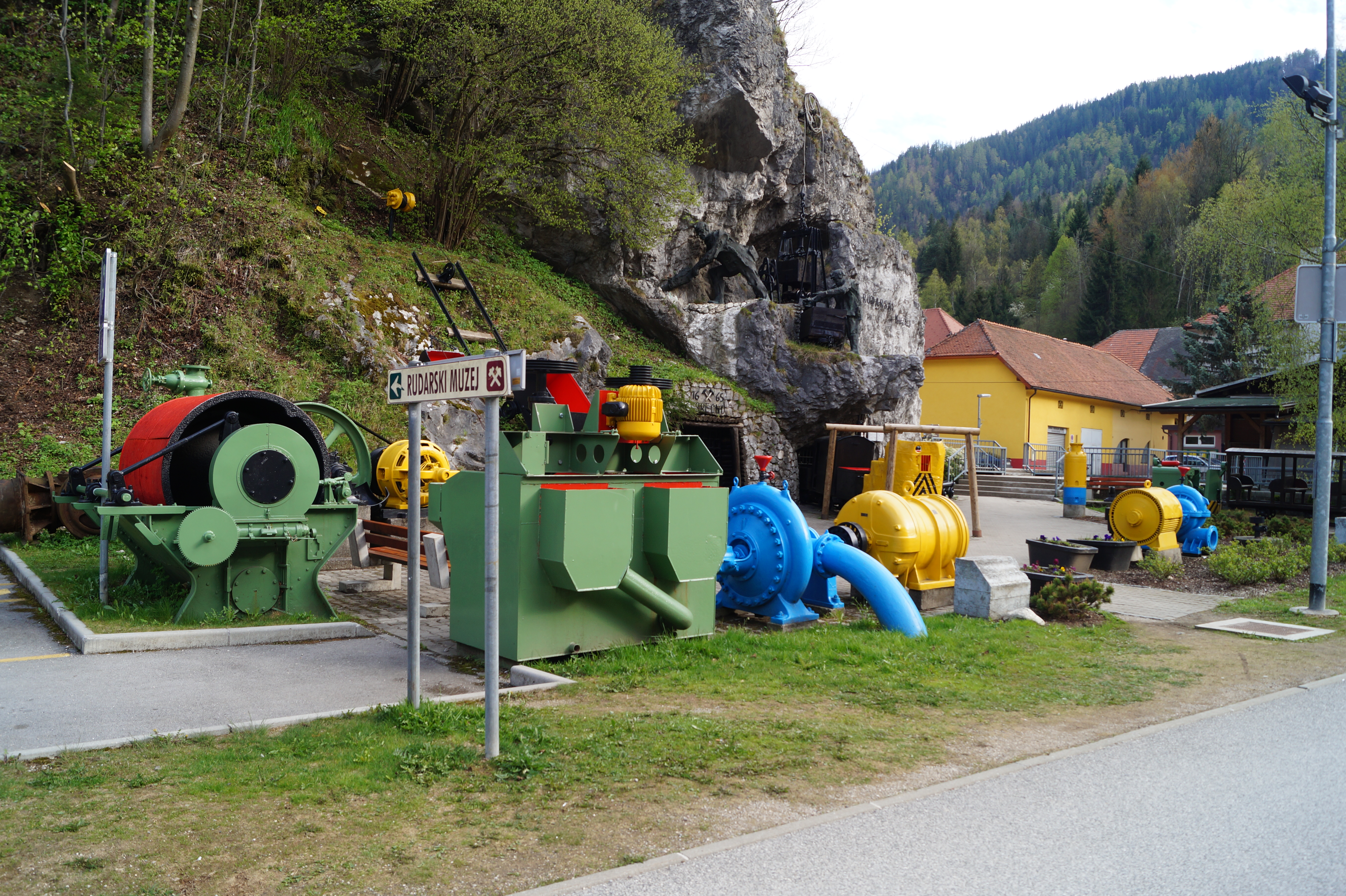
Le musée de la mine.

Une église à Črna est mentionnée pour la première fois en 1137 ; la paroisse fut érigée en 1616. Vers l'an 1665, l'industrie minière à la production de plomb et de zinc débuta dans la région.
Jusqu'à la fin de la Première Guerre mondiale, la vallée de la Meža (Mieß) appartenait au duché de Carinthie, un pays de la monarchie austro-hongroise. En 1918, elle passe au nouveau royaume des Serbes, Croates et Slovènes, confirmé par le traité de Saint-Germain.

## Démographie
Depuis 1999, la population de la commune est restée relativement stable avec une population légèrement supérieure à 3 000 habitants,.
Évolution démographique
| 1999  | 2000  | 2001  | 2002  | 2003  | 2004  | 2005  | 2006  | 2007  |
| ----- | ----- | ----- | ----- | ----- | ----- | ----- | ----- | ----- |
| 3 733 | 3 707 | 3 686 | 3 695 | 3 683 | 3 682 | 3 651 | 3 573 | 3 566 |
| 2008  | 2009  | 2010  | 2011  | 2012  | 2013  | 2014  | 2015  | 2016  |
| 3 553 | 3 634 | 3 602 | 3 545 | 3 528 | 3 473 | 3 406 | 3 562 | 3 337 |
| 2017  | 2018  | 2019  | 2020  | 2021  |       |       |       |       |
| 3 308 | 3 314 | 3 303 | 3 285 | 3 252 |       |       |       |       |

## Personnalités
Les skieurs slovènes Tina Maze, Nataša Lačen (en), Katjuša Pušnik (sl), Mitja Kunc, Aleš Gorza et Danilo Pudgar sont originaires de cette commune.

## Jumelage
La commune de Črna na Koroškem est jumelée avec :
- Šolta (Croatie) depuis 2013